# Aidsontkenning

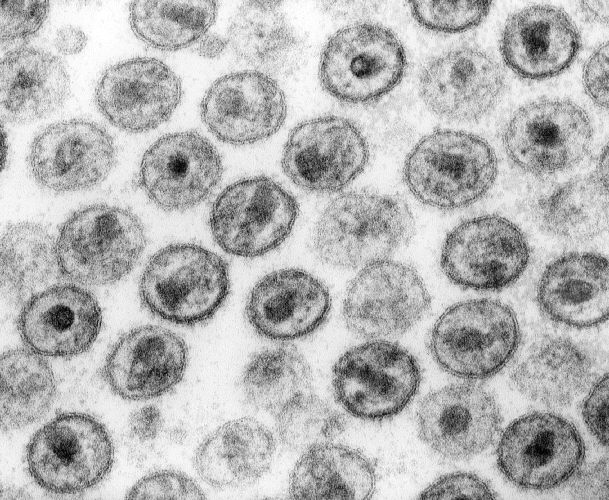
Opname van hiv, gemaakt met behulp van een transmissie-elektronenmicroscoop

Aanhangers van aidsontkenning menen dat hiv niet de oorzaak is van aids. Sommige groepen ontkennen het bestaan van hiv, terwijl anderen aanvaarden dat hiv bestaat maar menen dat het een onschadelijk virus is en niet de oorzaak van aids.
Over de veroorzakende rol van hiv in de ontwikkeling van aids bestaat wetenschappelijke overeenstemming, gestaafd met vele bewijzen. De argumenten van de ontkenners zijn gebaseerd op het selectief uitkiezen en het verkeerd weergeven van achterhaalde wetenschappelijke gegevens met de mogelijkheid de volksgezondheid in gevaar te brengen door mensen af te raden bewezen behandelingen te volgen. Aangezien de wetenschappelijke gemeenschap deze argumenten verwerpt, zoeken aidsontkenners tegenwoordig hun toevlucht tot het internet.
Onderzoekers van de volksgezondheid hebben alarm geslagen vanwege het aantal slachtoffers van aidsontkenning; onafhankelijke schattingen schrijven 330.000 tot 340.000 aidsdoden, 171.000 hiv-infecties en 35.000 hiv-infecties bij zuigelingen toe aan het omarmen van aidsontkenning door de Zuid-Afrikaanse regering.